# 陶茂林
陶茂林（？—1890年），湖南长沙人。清朝军事将领。

## 生平
初以武童入湘军，在湖北、江西等地镇压太平天国军，升任游击。1862年率先攻克庐州（今合肥），以总兵记名。后赴西北镇压回民起义，任汉中镇总兵。不久任甘肃提督。1865年在甘肃会宁被回民军打败，退驻安定。后以兵变事，为陕西巡抚刘蓉弹劾，罢职返湘。1871年被贵州巡抚曾壁光调到贵州镇压苗族起义，连克新城、安顺等地，官复原职。1890年署古州镇总兵，不久死于任内。

## 延伸阅读
[在维基数据编辑]
 《清史稿·卷430》，出自趙爾巽《清史稿》